# Alopecie
Alopecie je onemocnění způsobující vypadávání vlasů a ochlupení. Příčiny mohou být různé: dědičnost, nesprávné stravování, stres.

## Typy alopecie
- Alopecia areata – označuje vypadávání vlasů ve shlucích
- Alopecia universalis – úplná ztráta ochlupení
- Alopecia barbae – ztráta obličejového ochlupení, u mužů hlavně v oblasti brady
- Alopecia mucinosa – projev folikulární mucinózy
- Androgenní alopecie (též holohlavost) – mužská pleš, je nejběžnějším typem alopecie a je považována za přirozený dědičný rys (nikoliv za nemoc)
- Trakční alopecie – důsledek fyzické námahy vlasů
- Anagenní effluvium – vypadávaní vlasů způsobené léky; po ukončení léčby vlasy opět narostou
- Jizvová alopecie – po vypadnutí vlasu zůstávají na pokožce jizvy

## Ztráta vlasů
Ztráta vlasů trápí až polovinu populace, zhruba 60 % mužů a 30 % žen[zdroj⁠?!]. Údaje o tom, kolik může zdravému člověku vypadnout vlasů, se různí, ale nejčastěji se uvádí okolo 100 vlasů za den, po umytí to může být až 300. Pojem vypadávání není v tomhle případě úplně přesný, protože v podstatě jde o jakousi výměnu starého vlasu za nový. Zpozornět je vhodné při zaznamenání vyššího počtu padajících vlasů, holých míst na pokožce nebo výrazného zhoršení kvality vlasů v krátké době. Nejčastěji jsou za vypadávání vlasů zodpovědné geny a hormony, ale může být způsobené i věkem, stresem (diskutabilní) či nemocí.
Příčiny i důsledky vypadávání vlasů jsou u mužů a žen velmi rozdílné:
Příčinou mužské plešatosti jsou ve většině případů geny nebo zvýšená hladina testosteronu v pokožce. Vyskytují se ale i případy, kdy k vypadávání vlasů dochází v nízkém věku a zároveň byla vyloučena genetická predispozice. V takových případech je vhodné navštívit lékaře, jelikož příčinou může být např. kožní nemoc nebo dlouhodobý stres. U mužů často dochází k nevratnému vypadávání vlasů.
U žen je ztráta vlasů nejčastěji zapříčiněna hormonálními změnami např. v období puberty, těhotenství nebo menopauzy. Ženské vlasy však též obvykle bývají daleko více namáhány než mužské – a to jak chemicky (barvení, trvalá ondulace, permanentní narovnání vlasů), tak i mechanicky (nejen žehlení, kulmování, ale nebezpečné může být třeba i časté nošení vlasů stažených do copu).

## Mechanismus nemoci a medikace
Vyvolavatelem androgenní alopecie je dihydrotestosteron – látka, která vzniká z mužského pohlavního hormonu testosteronu působením enzymu 5α-reduktázy. Dihydrotestosteron silně podporuje růst ochlupení těla a růst vousů, avšak na vlasový porost má účinek nepříznivý. Absolutní terapií je kastrace, která odstraní zdroj testosteronu (a tím pádem i dihydrotestosteronu). Podstatou konzervativní léčby a prevence dalšího rozvoje alopecie je zejména medikamentózně blokovat působení tohoto enzymu. Syntetickými inhibitory jsou např. finasterid (Propecia, Proscar, Finex, Apo-Finas, Penester Zentiva, apod.) nebo dutasterid (Avodart).
Finasterid a dutasterid jsou kontraindikovány sportovcům, neboť účinně maskují příznaky podávání dopingových látek (například anabolik). Nález stop finasteridu či dutasteridu se proto u sportovců automaticky považuje za doping, i když tyto látky samy charakter dopingu nemají (neovlivňují fyzickou výkonnost).
Místně jako podpůrná terapie se používá roztok minoxidilu (Regaine, Neocapil). Tato látka se původně používala k léčbě vysokého krevního tlaku. Jejím cílem je především prokrvení vlasové pokožky s následným omezením vypadávání vlasů. Pomáhá však jen v některých případech a po vysazení užívání se stav vrací do původního. Proto je nutné minoxidil aplikovat trvale. Omezení používání uvedených léčivých látek se vztahuje na ženy v období těhotenství a kojení. Chirurgicky se alopecie řeší transplantací vlastních vlasů. Jako další alternativa se nabízí vlasová integrace, což je poměrně nenápadné kosmetické řešení.

## Osoby trpící alopecií
- Andre Agassi – americký tenista
- Pierluigi Collina – italský fotbalový rozhodčí[1]
- Viola Davis – americká herečka[2]
- Tomáš Drahoňovský – český novinář a televizní moderátor[3]
- Jada Pinkett Smith – americká herečka[4]
- Patrick Stewart – americký herec
- František Výborný – český lední hokejista a hokejový trenér[5]